# Neuapostolische Kirche Bludenz
Die Neuapostolische Kirche Bludenz steht in der Schmittenstraße Nr. 22 an der Kreuzung Schillerstraße in der Stadtgemeinde Bludenz in Vorarlberg.

## Geschichte
Nach einem Architektenwettbewerb wurde 1991/1992 die Kirche nach den Plänen des Architekten Bartholomäus Moosbrugger erbaut.

## Architektur
Der dreischiffige schlichte Kirchenbau unter einem Satteldach hat ein Garagenuntergeschoß. Die Fassaden aus Sichtziegelmauerwerk sind mit zwei Grauschattierungen bänderförmig grafisch gestaltet.
Das großzügige Foyer hat beidseits Sanitärblöcke und links eine Treppe in das Obergeschoß. In der Längsachse folgt im Erdgeschoß rechts ein kleiner Saal und links ein Unterrichtsraum. Im Obergeschoß gibt es eine Vorhalle zum dreiteilig gegliederten streng symmetrischen 8 m hohen Kirchenraum mit einer großzügigen Empore. Der mit zwei Stufen erhöhte eingezogene nischenartige Altarbereich ist vom Hauptschiff mit zwei Mauerscheiben entkoppelt und mit zwei seitlichen schmalen Fenstern und einem Oberlichtband sowie in der oberen Altarwand mit einem Rundfenster ausgestattet. Der Kirchenraum zeigt den offenen Dachstuhl eines Satteldaches mit einem verglasten First, die Dachsparren sind aus statischen Gründen mit metallenen Zugseilen unterspannt. In den Seitenschiffen gibt es je ein Oberlichtband.
Der Altar aus Holz hat einen zweiteiligen Sockel und eine massive Altarplatte. Die Orgel steht in direkter Nachbarschaft zum Altar. Der Altarbereich beinhaltet auch einen Bereich für den Gesangschor.